# Vodnjak
Vodnjak je zaprt prostor ali posebej oblikovan objekt za zbiranje, shranjevanje oziroma pridobivanje pitne vode. Voda se v vodnjak običajno steka iz podtalnice. Poseben tip vodnjakov, kjer se vodo, (običajno deževnico) zbira, so posebej zato zgrajeni zbiralniki. Za dviganje vode na površino se ali so se uporabljali različni pripomočki: zajemalka, vedro, ročne črpalke, danes električne potopne črpalke in tudi naravni pripomočki, tako imenovani tekoči vodnjak.

## Zgodovina
Najstarejši najdeni vodnjaki izhajajo iz začetka kamene dobe (10. in 9. stoletja pr. n. št.), in so bili odkriti na Cipru, vklesani v apnenec. Danes v morju ležeči vodnjak v Atlit Yamu (Izrael) sega v 6. stoletje pr. n. št. Prvi vodnjaki v srednji Evropi so bili zgrajeni v 5. in 6. stol. pr. n. št. (zgodnji neolitik); bili so zaščiteni z lesenim okvirjem iz hrastovine. Poznejši vodnjaki zgrajeni v 2. stoletju pred n. št. (pozni neolitik) so imeli pleten okvir za zaščito vode.

## Vrste vodnjakov
Tekoči vodnjak deluje s pomočjo višinske razlike, pri tem načinu vodnjaka se zgradi zbiralnik vode v višjem predelu in teče po cevi do nižje ležečega vodnjaka. Pogosto se uporablja način vezne posode. Pri tekočem vodnjaku teče voda neprenehoma tako, da mehansko črpanje ni potrebno. Običajno je pod tekočo vodo postavljeno korito, lahko kamnito ali leseno, za napajanje živine ali pranje perila. 
Vlečni vodnjak je v zemljo ali kamen skopan ali vklesan (v novejšem času zvrtan) navpični jašek, ki je obzidan s kamnom ali betoniran. Vlečne vodnjake so gradili že v zgodnjem neolitiku (Ciper). Prvotni rovi v zemeljska tla so bili zavarovani z lesom proti sesutju. Takšne zgradbe so olajšale pridobivanje pitne vode za ljudi in za napajanje živali. Poznani primer so vodnjaki šaduf, ki so še danes v uporabi v stepskih predelih Evrazije. 
Vodna fontana je arhitektonsko zasnovan in plastično okrašen zbiralnik za vodo, pogosto z vodometom. Postavljeni so na javnih prostorih, na trgih ali v parkih mest in večjih naselij. Preden je prišel vodovod v vsako hišo, so bili javni vodnjaki zbirališče ljudi, ko so prihajali po pitno vodo. Pogosto so bili ob njih prostori za pranje perila (npr. Volče). Večina zgodovinskih ali likovno posebej okrašenih vodnjakov je danes zaščitenih in veljajo za zanimivost naselja. Vodnjaki so še danes privlačne točke. Vodnjake so kot znak moči graditelja že v antiki in tudi v srednjem veku ter od renesanse dalje gradili tako, da so bili umetelno grajeni ali okrašeni. Tako je na primer vodnjak Trevi v Rimu zgradil in podaril meščanom papež Nikolaj V. Najbolj znan vodnjak v Sloveniji je Robbov vodnjak v Ljubljani.